# Олександр Михайло Потій
Олександр Михайло Потій (пол. Oleksander Michał Pociej; 1774 — 13 червня 1846) — шляхтич з роду Потіїв, граф, останній Обозний Великий Литовський (1793—1795), політичний діяч Речі Посполитої.

## Життєпис
Представник українського шляхетського роду Потіїв гербу «Вага». Єдиний син і спадкоємець Леонарда Потія та Марії Олександри Радзивіл. Батько помер 14 липня 1774 року. У дитинстві перебував під опікою свого діда по матері князя Ольбрахта Радзивіла та вітчима Михайла Антонія Грановського, Великого писаря коронного та Секретаря Великого коронного.
З юності почав державну діяльність при дворі короля Речі Посполітої. Вже на початку своєї кар'єри отримав від короля Речі Посполитої Станіслава Августа Понятовського ордени Святого Станіслава (точна дата невідома) та орден Білого Орла (21 листопада 1793 р. або 4 січня 1795 р.).
До 18 лютого 1794 р. призначений Обозний Великий Литовський. 29 червня він прибув до Вільна, де став одним із ад'ютантів Якуба Ясінського. Він був важко поранений 4 листопада під час оборони Праги, про що згадує Адам Міцкевич у VI книзі "Пана Тадеуша", згадуючи, що граф Потій повернувся до Литви після повстання Т. Костюшка і підтримував поляків, які виїжджали на еміграцію, та польські легіони в Італії. Відомо також, що ще раніше Олександр Потій пожертвував на потреби повстання значну суму — 20 тис. злотих. Участь у повстанні призвела до захоплення його родових маєтків російською окупаційною владою, яка, однак, через деякий час віддала їх під опіку його родича Людвіка Тишкевича та Михайла Грановського, які мали відповідати за подальшу поведінку та взяли на поруки О. Потія.
У 1802 році був серед членів делегації урочистого прийому Олександра I у Вільні. У наступні роки фінансував стипендії для студентів Віленського університету та брав участь у підготовці повстання в Литві. Після входження Наполеонівської армії в Польщу та Литву він став членом комітету з організації литовської армії, на потреби якої знову жертвував багато грошей, та Великого князівства Литовського. Після поразки Наполеона в Московії тимчасово перебував у Кракові (1813), але влітку 1815 р. очолив новостворену т.зв. Радзивилівську комісію для вирішення спадкових справ після смерті Домініка Радзивіла.
У грудні 1817 р. став делегатом від Тракайського повіту на Віленське губернське зібрання, але, ймовірно, участі в ньому не брав. Проте він подав письмове прохання організувати внесок у перевезення останків Т. Костюшка до Вільна та встановлення йому там пам’ятника. Він був одним із засновників Віленського друкарського товариства (1818–1822).
Влітку 1821 року Михайло Ремер прийняв його до Патріотичного товариства. За приналежність до цієї організації він був ув'язнений у 1826-1827 рр., а потім до березня 1830 р. перебував під наглядом російської поліції.
Був членом масонських лож (принаймні з 1810 року): Великий національний Схід, Досконала єдність, Школа Сократа, Північний смолоскип (Мінськ) і Zum Guten Hirten (Вільно).
Значні статки О.М. Потія, що складалися як з майна, успадкованого від батька, так і з приданого його дружини Ганни Коренівської, були серйозно виснажені його політичною діяльністю та російським секвестром майна шляхти після повстання Т. Костюшка. Остаточний удар по родинним статкам завдали конфіскації майна російською владою після Листопадового повстання.
Помер  13 червня 1846 року.

## Родина
Дружина з 12 липня 1796 – Ганна, уроджена Коренівська (пом. 1815), донька Пінського чашника Каетана Коренівського. 
У подружжя було двоє дітей: 
- Син - Теодор Потій (1798–1852), учасник Листопадового повстання 1830-1831 років, представник післяповстанської еміграції, помер у злиднях у Парижі. Останній представник магнатської лінії роду Потіїв.
- Донька - Ідалія Потій (1800-1839), дружина полковника Адама Леона Людвіка Солтана (1792-1863), а пізніше Чудовського.

## Родовід
|  |                                                                 |  |  |  |  |  |  |  |  |  |  |  |  |  |  |  |
|  | Леонард Габріель Потій (1632 — 1695), воєвода Вітебський        |  |  |  |  |  |  |  |  |  |  |  |  |  |  |  |
|  |                                                                 |  |  |  |  |  |  |  |  |  |  |  |  |  |  |  |
|  |                                                                 |  |  |  |  |  |  |  |  |  |  |  |  |  |  |  |
|  | Казимир Олександр Потій (1666 — 1728), воєвода Вітебський       |  |  |  |  |  |  |  |  |  |  |  |  |  |  |  |
|  |                                                                 |  |  |  |  |  |  |  |  |  |  |  |  |  |  |  |
|  |                                                                 |  |  |  |  |  |  |  |  |  |  |  |  |  |  |  |
|  | Регіна Огінська                                                 |  |  |  |  |  |  |  |  |  |  |  |  |  |  |  |
|  |                                                                 |  |  |  |  |  |  |  |  |  |  |  |  |  |  |  |
|  |                                                                 |  |  |  |  |  |  |  |  |  |  |  |  |  |  |  |
|  | Олександр Потій (1698 — 1770), Великий підчаший Литовський      |  |  |  |  |  |  |  |  |  |  |  |  |  |  |  |
|  |                                                                 |  |  |  |  |  |  |  |  |  |  |  |  |  |  |  |
|  |                                                                 |  |  |  |  |  |  |  |  |  |  |  |  |  |  |  |
|  | Ганна Тереза Леттов                                             |  |  |  |  |  |  |  |  |  |  |  |  |  |  |  |
|  |                                                                 |  |  |  |  |  |  |  |  |  |  |  |  |  |  |  |
|  |                                                                 |  |  |  |  |  |  |  |  |  |  |  |  |  |  |  |
|  | Леонард Потій (1730 — 1774), Великий обозний Литовський         |  |  |  |  |  |  |  |  |  |  |  |  |  |  |  |
|  |                                                                 |  |  |  |  |  |  |  |  |  |  |  |  |  |  |  |
|  |                                                                 |  |  |  |  |  |  |  |  |  |  |  |  |  |  |  |
|  | Тереза Войно-Ясенецька (1695 — 1743)                            |  |  |  |  |  |  |  |  |  |  |  |  |  |  |  |
|  |                                                                 |  |  |  |  |  |  |  |  |  |  |  |  |  |  |  |
|  |                                                                 |  |  |  |  |  |  |  |  |  |  |  |  |  |  |  |
|  | Барбара Завиша (1690-1770)                                      |  |  |  |  |  |  |  |  |  |  |  |  |  |  |  |
|  |                                                                 |  |  |  |  |  |  |  |  |  |  |  |  |  |  |  |
|  |                                                                 |  |  |  |  |  |  |  |  |  |  |  |  |  |  |  |
|  | Олександр Михайло Потій, граф                                   |  |  |  |  |  |  |  |  |  |  |  |  |  |  |  |
|  |                                                                 |  |  |  |  |  |  |  |  |  |  |  |  |  |  |  |
|  |                                                                 |  |  |  |  |  |  |  |  |  |  |  |  |  |  |  |
|  | Домінік Миколай Радзивілл (1643 — 1697) , князь Речі Посполитої |  |  |  |  |  |  |  |  |  |  |  |  |  |  |  |
|  |                                                                 |  |  |  |  |  |  |  |  |  |  |  |  |  |  |  |
|  |                                                                 |  |  |  |  |  |  |  |  |  |  |  |  |  |  |  |
|  | Миколай Фаустин Радзивіл (1688 — 1746)                          |  |  |  |  |  |  |  |  |  |  |  |  |  |  |  |
|  |                                                                 |  |  |  |  |  |  |  |  |  |  |  |  |  |  |  |
|  |                                                                 |  |  |  |  |  |  |  |  |  |  |  |  |  |  |  |
|  | Ганна Маріана Полубинська (? — 1690)                            |  |  |  |  |  |  |  |  |  |  |  |  |  |  |  |
|  |                                                                 |  |  |  |  |  |  |  |  |  |  |  |  |  |  |  |
|  |                                                                 |  |  |  |  |  |  |  |  |  |  |  |  |  |  |  |
|  | Ольбрахт Радзивілл (1717 — 1790), князь Речі Посполитої         |  |  |  |  |  |  |  |  |  |  |  |  |  |  |  |
|  |                                                                 |  |  |  |  |  |  |  |  |  |  |  |  |  |  |  |
|  |                                                                 |  |  |  |  |  |  |  |  |  |  |  |  |  |  |  |
|  | Кшиштоф Станіслав Завиша (1660 — 1721)                          |  |  |  |  |  |  |  |  |  |  |  |  |  |  |  |
|  |                                                                 |  |  |  |  |  |  |  |  |  |  |  |  |  |  |  |
|  |                                                                 |  |  |  |  |  |  |  |  |  |  |  |  |  |  |  |
|  | Барбара Завиша (1690-1770)                                      |  |  |  |  |  |  |  |  |  |  |  |  |  |  |  |
|  |                                                                 |  |  |  |  |  |  |  |  |  |  |  |  |  |  |  |
|  |                                                                 |  |  |  |  |  |  |  |  |  |  |  |  |  |  |  |
|  | Тереза Тишкевич                                                 |  |  |  |  |  |  |  |  |  |  |  |  |  |  |  |
|  |                                                                 |  |  |  |  |  |  |  |  |  |  |  |  |  |  |  |
|  |                                                                 |  |  |  |  |  |  |  |  |  |  |  |  |  |  |  |
|  | Марія Олександра Радзивіл, княжна                               |  |  |  |  |  |  |  |  |  |  |  |  |  |  |  |
|  |                                                                 |  |  |  |  |  |  |  |  |  |  |  |  |  |  |  |
|  |                                                                 |  |  |  |  |  |  |  |  |  |  |  |  |  |  |  |
|  | Ганна Кунегунда Халецька (1723 — 1765)                          |  |  |  |  |  |  |  |  |  |  |  |  |  |  |  |
|  |                                                                 |  |  |  |  |  |  |  |  |  |  |  |  |  |  |  |
|  |                                                                 |  |  |  |  |  |  |  |  |  |  |  |  |  |  |  |